# 파키스탄의 남자 모델 목록
다음은 파키스탄의 남자 모델 목록이다.

## 가
- 무하마드 그호우스 파샤

## 나
- 샤흐자드 노르

## 라
- 하스나인 레리
- 아즈파르 레만

## 마
- 파하드 무스타파
- 파하드 미르자
- 셰헤리야르 무나와르

## 바
- 아흐마드 알리 부트
- 아흐메드 부트
- 샨 비르크

## 사
- 후마윤 사에드
- 아드 난 시디쿠이

## 아
- 파르한 알리 아가
- 파칸와르 아르살란
- 임란 아바스
- 아이자즈 아슬람
- 하산 아흐메드
- 에마드 이르파니

## 자
- 타푸 자베리
- 알리 자파르
- 아바스 자프리
- 미칼 줄피카르

## 차
- 아델 차우드리

## 카
- 노만 카마르
- 빌랄 칸
- 바바르 칸
- 사미 칸
- 아메르 제브 칸
- 주나이드 칸
- 파와드 칸
- 페로제 칸

## 타
- 다니스 타이모르

## 하
- 노만 하빕